# Il gioco della notte
Il gioco della notte (Gå i fängelse) è un romanzo breve della scrittrice svedese Camilla Läckberg, il secondo della serie Hämndserien. Pubblicato in Svezia nel 2021, anche in Italia è comparso nello stesso anno.
Il romanzo è stato tradotto anche in ceco, neogreco, norvegese, polacco, tedesco, portoghese e francese.

## Trama
Anton, Max, Martina e Liv hanno diciotto anni e si accingono a festeggiare il Capodanno. Non hanno voluto partecipare alla festa di classe, per cui si trovano nella villa dei genitori di Max, mentre nella villa accanto (della famiglia di Anton) i loro genitori fanno una festa analoga, anch'essi soli, senza altri amici o parenti. La situazione è consolidata sin dalla più tenera età dei ragazzi che hanno frequentato le stesse scuole e sezioni, gli stessi sport e qualsiasi altro impegno sociale. Ora hanno a disposizione un'infinità di bottiglie di vini pregiati e liquori, una cena sontuosa e nessun obbligo di riordinare o fare pulizia. Per non annoiarsi, giocano una partita a monopoli e quando anche questo non basta, decidono di pagare le penitenze con un altro gioco: obbligo o verità.
Max attende una chiamata dal fratello maggiore, Johann, ma quando arriva e dopo che i due si sono parlati, dice agli altri che aveva chiamato il servizio di catering. Non è la sola bugia che viene detta: molte sono le cose che i quattro, sempre insieme, non osano affrontare. Il padre di Max è un picchiatore sadico; il padre di Liv ha abusato di lei; la madre di Martina beve troppo perché il marito la tradisce con la madre di Anton; il padre di Anton è sull'orlo della bancarotta, ma nella sua ipocrisia non ha esitato a dare una grande festa in una casa poco sicura, che non ha i mezzi per ristrutturare. E ogni tanto i ragazzi, a due o tutti, si affacciano per vedere cosa succede nella casa accanto.
La prima a crollare è Liv: nel gioco le è stato chiesto con chi avesse perduto la verginità e lei, preferendo l'obbligo alla verità, va a rompere il lunotto del Suv del padre. Così a poco a poco i drammi celati si rivelano e molte lacrime scorrono sulle ferite imperdonabili, finché ad Anton, quello forse meno maltrattato, viene l'idea di sopprimere i genitori. Lui sa con certezza che, se muoveranno i pilastri malconci della terrazza di casa sua, nessuno degli occupanti si salverà. Inizialmente solo Max si oppone, senza grinta però, poi cede. in una perfetta recita le ragazze vanno ad augurare il buon anno ai genitori, mentre i maschi, utilizzando il Quad-bike di Anton, assicurano due lunghe catene ai pilastri, che sembrano sgretolarsi al minimo tocco. Poi, all'esplodere dei fuochi d'artificio che salutano la mezzanotte, il disastro si compie semplice e perfetto.

## Edizioni in italiano
- Camilla Läckberg, Il gioco della notte, traduzione di Catia De Marco, Torino: Einaudi, 2021
- Camilla Läckberg, Il gioco della notte, lettura di Elena Maria Giudici, Feltre: Centro internazionale del libro parlato, 2021
- Camilla Läckberg, Il gioco della notte, traduzione di Katia De Marco, Milano: Mondadori, 2023